# スドマ川の戦い

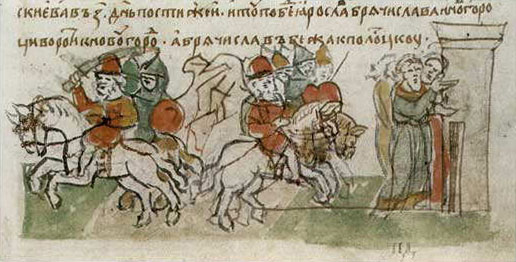
スドマ川の戦いに関するラジヴィウ年代記中の挿絵

スドマ川の戦い（ロシア語: Битва на реке Судомири）は、1021年にスドマ川河畔で行われた戦いである。
キエフ大公ウラジーミル1世の子孫たちによる権力闘争のうちの1つであり、キエフ大公位にあったヤロスラフ1世（ウラジーミルの子）軍と、ポロツク公ブリャチスラフ（ウラジーミルの子、ヤロスラフの甥）軍が衝突し、ヤロスラフの勝利に終わった。

## 過程
1015年から1019年にかけての、ウラジーミル1世の子孫らによる権力闘争(ru)に勝利したヤロスラフは、キエフ大公に即位し、ルーシの各地域に対する最高位の統率権を手中に収めていた。ただしポロツク公国はキエフ大公の権限から離脱の傾向にあり、歴代のポロツク公はキエフ大公の権限を承認しようとしなかった。1021年、ポロツク公ブリャチスラフはキエフ大公国領の都市ノヴゴロドを攻撃した。これに対し、キエフに座していたヤロスラフは軍を発し、7日間で約800kmの行程を踏破すると、ポロツク公国の首都ポロツクへ帰還中のブリャチスラフの軍をスドマ川河畔で迎え撃ち、ブリャチスラフを破った。ヤロスラフはノヴゴロドから連行中だった多くの捕虜を解放し、ブリャチスラフはポロツクへ敗走した。しかしヤロスラフは追撃せず、その後和平交渉が行われた。このとき締結された和平条約によって、ヴィテプスク、ウスヴャートィの二都市がポロツク公国に譲渡された。